# Angy
Angy település Franciaországban, Oise megyében. Lakosainak száma 1129 fő (2022. január 1.). Angy Thury-sous-Clermont, Ansacq, Bury, Hondainville és Mouy községekkel határos.

## Népesség
A település népességének változása:
| Lakosok száma | 1193 | 1190 | 1199 | 1172 | 1161 | 1154 | 1147 | 1139 | 1129 |
|               | 2013 | 2015 | 2016 | 2017 | 2018 | 2019 | 2020 | 2021 | 2022 |